# Crossover (Sano Business)
Crossover è un album del collettivo hip hop italiano Sano Business.

## Tracce
1. Deep Underground
2. Hectic
3. Cash in Black
4. Dry Hard (Skit)
5. Babbi
6. Dry Harder (Skit)
7. So Il Fatto Mio
8. Brasdefer
9. È Arrivato Il Sanobusiness (Skit)
10. Ritmo Balordo
11. Still Thinkin' feat. Babaman
12. Fichissimi
13. Soul O' Biz (Skit)
14. Vecchi Maiali
15. Che Cazzo Vuoi?! feat. Piotta
16. Ma Che OOOHH!! feat. Germano Mosconi
17. Whisky
18. Whisky (Secondo Giro)
19. Cash In Black feat. Bambole Di Pezza
20. Dry Hard with a Vengeance (Skit)